# Witryn
Witryn – odmiana petrograficzna węgla kamiennego. Głównym jego składnikiem jest witryt.

## Właściwości optyczne
- Połysk: błyszczący
- Struktura: łupkowa
- Barwa: brunatna do czarnej
- Rysa: brunatna do czarnej
- Liczne spękania
- Tworzy warstewki o grubości do kilku cm

## Właściwości fizyczne
- Gęstość 1,22–1,38 g/cm3
- Mała twardość
- Przełam muszlowy